# Илузиониста (књига)
Илузиониста (енгл. Illusionist) је роман америчке књижевнице Алис Ла Плант (енгл. Alice LaPlante). Српско издање је објавила издавачка кућа Вулкан из Београда 2015. године.

## О ауторки
Алис Ла Плант је награђивани писац, уредник и наставник писања, како белетристике, тако и литературе. Стипендиста је енгл. Stegner Fellowship и предавач на Универзитету Станфорд, где је више од двадесет година предавала креативно писање, као и на Државном универзитету у Сан Франциску. Ауторка је бестселера Њујорк тајмса, објавила је четири романа и пет нефикцијских књига, као и уредила најпродаваније књиге за многе друге писце белетристике. Редовно сарађује са предузећима из Силицијумске долине као што су Google, Salesforce, HP и Cisco о њиховим стратегијама маркетинга садржаја. Данас живи са својом породицом у Пало Алту и Мајорки у Шпанији.

## О књизи
Књига Илузиониста почиње проналаском тела доктора, угледног пластичног хирурга и породичног човека Џона Тејлора у хотелској соби. Све указује на то да се ради о убиству, а истрага разоткрива шта се заправо налази испод фасаде његовог живота. Када се на сахрани појаве три жене: домаћица из високог друштва Дебора, рачуновођа Ем Џеј и онколог Хелен, од којих свака себе назива његовом супругом, постаће јасно да је доктор Тејлор имао доста тајни. Док детективка Саманта Адамс покушава да открије мрежу лажи која обавија живот Џона Тејлора, схватиће да нико од њих није сасвим невин. Свака од његових супруга има сопствене тајне и способна је за освету, а Самантина посвећеност случају се претвара у опсесију која прети да и њу увуче у зачарани круг.